# معركة حصيبة (2004)
معركة حصيبة (بالإنجليزية: Battle of Husaybah)‏ هي معركة حدثت في نفس وقت معركة الفلوجة الأولى (أبريل 2004)،بين المسلحين الغراقيين وقوات المشاة البحرية الامريكية في مدينة حصيبة.
في أبريل 2004، كانت الفلوجة محاصرة من قبل مشاة البحرية الأمريكية، وكان المسلحون يسعون لتخفيف الضغط على المدينة من خلال محاولة شن هجوم مضاد. حيث تم قطع الطريق السريع الذي يربط الأنبار ببغداد. وتم صد الهجوم من قبل مشاة البحرية، وأسفرت المعركة عن وقوع خسائر كبيرة في كلا الجانبين. بعد ذلك، كان المتمردون مستعدين لهجوم آخر ضد القوات الأمريكية، في مدينة حصيبة الواقعة على الحدود السورية العراقية.

## المعركة
قامت قوة تضم 600 من المسلحين العراقيين من الفلوجة والرمادي بشن هجوم على القوات الأمريكية في مدينة حصيبة. بدأت المواجهة عندما قام المسلحون بمهاجمة مشاة البحرية الأمريكية عند أطراف المدينة أولاً عبر تفجير عبوة ناسفة على جانب الطريق تلاه قصف مستمر. أعقب التفجير إطلاق نار كثيف من أسلحة خفيفة ورشاشات قرب مقر سابق لحزب البعث. اشتبك مشاة البحرية مع المسلحين لساعات قبل أن يتم إرسال تعزيزات إضافية لدعم المواقع المحاصرة. وتعرضت التعزيزات لهجوم أيضاً عند دخولها المدينة، وسرعان ما بدأ قتال عنيف في الشوارع استمر طوال اليوم. وتركز القتال في شارع في الجزء الشمالي من المدينة أطلق عليه مشاة البحرية اسم "شارع الجزء الشرقي". كان المسلحون يتمركزون على جانبي الشارع ويواصلون إطلاق النار على مشاة البحرية. هدأت وتيرة القتال بعض الشيء بعد أن قام مشاة البحرية بتطهير منزل كان يستخدمه المتمردون كمعقل ولكن استمرت الاشتباكات حتى وقت متأخر من الليل. قُتل قائد سرية ليما، الرائد غانون، عندما دخل إلى منطقة كانت تحت سيطرة المسلحين. وتم تغيير اسم القاعدة الأمريكية في حصيبة إلى "معسكر غانون" تكريماً له.

## النتيجة
قُتل خمسة من مشاة البحرية الأمريكية إلى جانب 270 من المسلحين في المعركة الشرسة التي استمرت 28 ساعة. كما أُصيب 36 جنديًا من مشاة البحرية وتم أسر 40 من المسلحين.

## وصلات خارجية
- https://web.archive.org/web/20061223235135/http://marinecorpsmoms.com/archives/2004/04/37_marines_battle_in_husaybah.html
- https://web.archive.org/web/20070930203529/http://www.marines.mil/marinelink/mcn2000.nsf/lookupstoryref/20049209463